# EPIC 249893012 b
EPIC 249893012 bとは、地球からてんびん座の方向に約1060光年離れた位置にある恒星EPIC 249893012の周りを公転する太陽系外惑星である。

## 概要
| 海王星 | EPIC 249893012 b |
| ------ | ---------------- |
| 海王星 | Exoplanet        |

2020年、太陽系外惑星探索望遠鏡ケプラーの延長ミッションである「K2ミッション」で得られた観測結果とHARPSなどによる主星の視線速度の観測結果を組み合わせたところ、EPIC 249893012 bを含むEPIC 249893012を公転する3つの惑星が発見された。
EPIC 249893012 bは地球の約2倍の半径と約9倍の質量を持つことから、スーパーアースに分類されている。密度が約6.4 g/cm3と地球より大きく、これは純粋なケイ酸塩組成物と互換性があることを示す密度で、EPIC 249893012 bがニッケルと鉄の核とケイ酸塩のマントルを持つことを示していると考えられている。また、水素やヘリウムから成る大気を持ち、その分だけ半径が大きくなっている可能性があるが、総質量には大きく関与しないとされている。主星から約700万 km離れた軌道をわずか3日半で公転しており、表面温度は1,616 K（1,343 ℃）に達する。